# 訃報 2011年
訃報 2011年（ふほう 2011ねん）は、2011年（平成23年）中に物故した人物をまとめたものである。詳細は月別訃報記事を参照のこと。

## 月別の訃報記事一覧
- 訃報 2011年1月
- 訃報 2011年2月
- 訃報 2011年3月
- 訃報 2011年4月
- 訃報 2011年5月
- 訃報 2011年6月
- 訃報 2011年7月
- 訃報 2011年8月
- 訃報 2011年9月
- 訃報 2011年10月
- 訃報 2011年11月
- 訃報 2011年12月

## 関連書籍
- 『現代物故者事典(2009 - 2011)』日外アソシエーツ、2012年3月1日。ISBN 978-4-8169-2357-9。